# Lugre

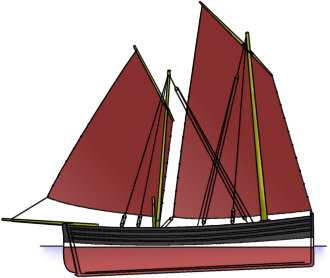
Representació d'un lugre típic.

Entre els vaixells de vela tradicionals, un lugre és una embarcació típica de les costes del canal de la Mànega i de l'Atlàntic amb dos o tres arbres i veles al terç.

## Característiques

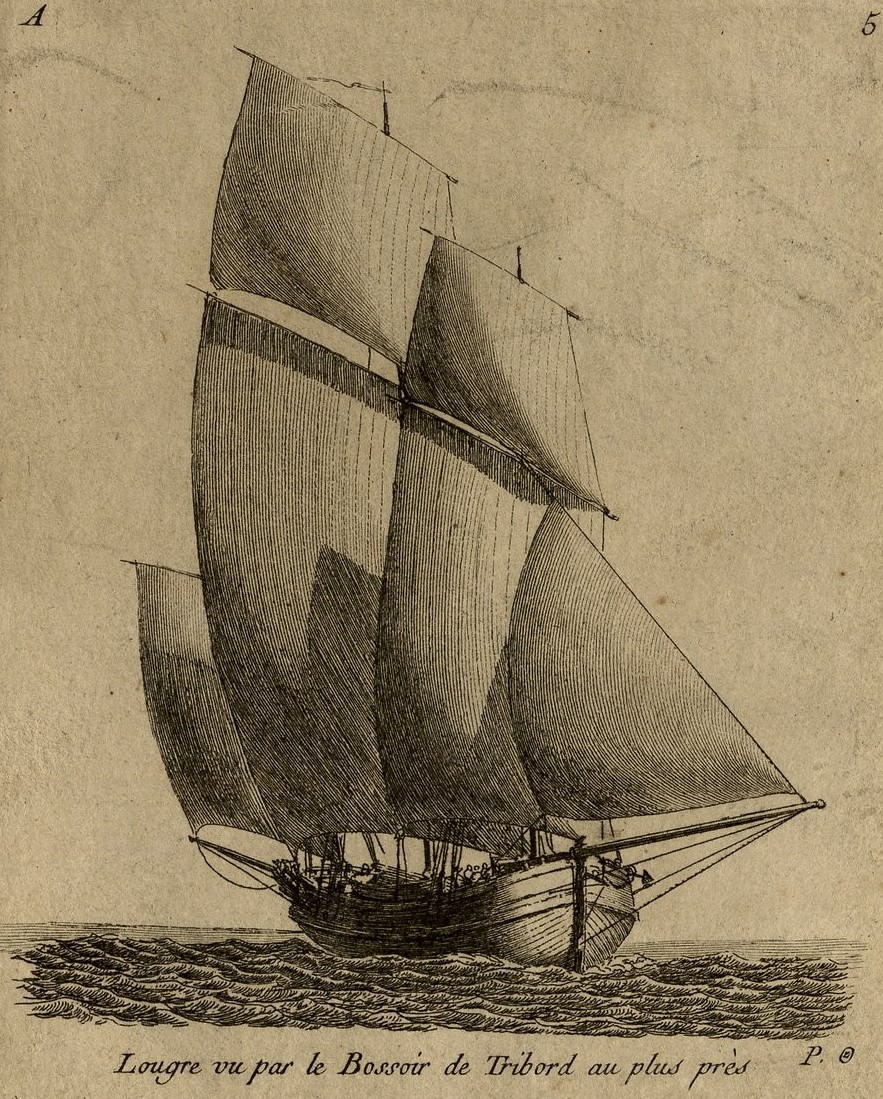
Lugre de tres arbres amb gàbies i floc. Vegeu el botaló a proa i el botafora a popa.

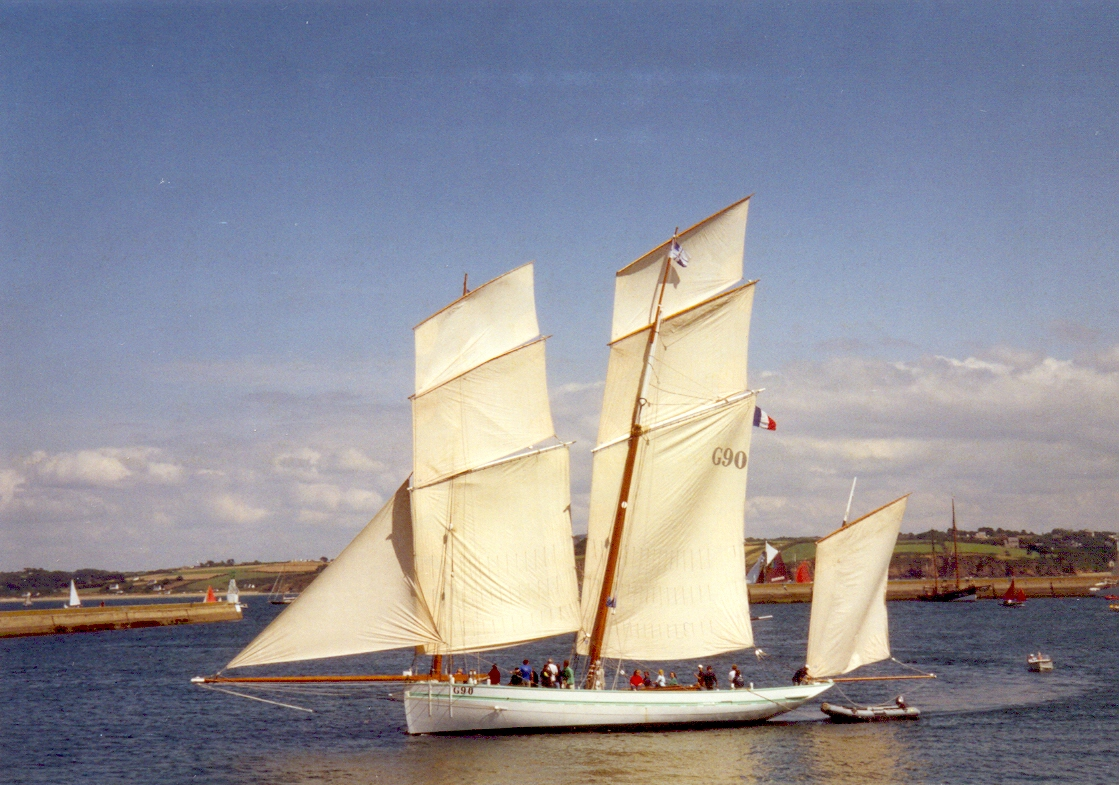
Variant de lugre anomenada "bisquine". A les veles anteriors cal afegir una goneta de trinquet i una goneta mestra.

Hi ha diferents exemples de lugres en funció de les tasques a realitzar. Deixant de banda les petites barques sense coberta aparellades de lugre, els lugres típics tenien entre 14 i 24 metres d'eslora amb bucs encobertats plens a proa i fins a popa. El calat era més gran a popa que a proa i, sovint, el folre era tinglat.

### Arbres
De fusta i d'una sola peça. A vegades els lugres navegaven sense bauprès pròpiament dit, però emprant un botaló mòbil que es podia ajustar en navegació.
| « | ...la disposition du beaupré augmente encore cette propriété, il ne porte pas de bout-dehors, mais il peut être rentré ou poussé hors du navire à volonté, parce qu'il est tenu sur un chevalet et dans un collier de fer fixé contre l'étrave, et qu'il peut courir sur ces deux points d'appui : cela permet de donner, suivant les besoins de la navigation, plus ou moins d'intensité à l'action des focs... | » |

### Velam
L'aparell dels lugres de dos pals era molt senzill: cada arbre anava amb una vela al terç. Els lugres més grans ormejaven sempre tres pals i bauprès. De proa a popa: bauprès, trinquet, mestre i mitjana (els noms francesos equivalents poden provocar confusió: bout-dehors, mât de misaine, grand mât, artimon). El botaló o bauprès és molt llarg i gairebé horitzontal. L'escota de la vela de mitjana es controla amb un botafora.
Quan la velocitat era primordial (en vaixells de guerra, corsaris i pesquers ràpids) els lugres aparellaven gàbies. En els lugres de tres pals només el trinquet i el mestre hissaven gàbies. Així, segons el gravat de la figura de la dreta, les veles d'un lugre serien les següents (des de la dreta fins a l'esquerra):
- floc,
- vela de trinquet, gàbia de trinquet,
- vela mestra, gàbia mestra,
- vela de mitjana

### Armament
L'armament d'un lugre corsari era variable i depenia de molts factors. Per exemple, el lugre francès Adolphe (avarat el 1803) tenia 14 canons de 3 lliures i 2 canons d'una lliura.

## Usos
Des del seu origen fins a principis del segle XX els lugres s'empraren en diverses funcions.
- Usos militars. Les variants més veleres serviren a les marines de guerra de França i Anglaterra. Com a exploradors i com a guardacostes. La Royal Navy noliejava vaixells de particulars. Només va construir un « lugger » expressament.
- Contraban. Anomenats « lugger-smugler» pels anglesos i « smogleur » pels francesos. El lugre britànic Grayhound, amb base a Cornualla, en fou un exemple.[6]
- Pesca. Els lugres persquers eren robustos i rabassuts. Generalment navegaven sense botaló ni floc.
  - El lugre Elisa encara navega.
  - Al segle xix el lugre La Louise transportava llagosta pescada a les costes de Portugal fins a Brest.
  - El 1860 hi havia uns 400 lugres a Paimpol (Bretanya), amb un botaló llarg i floc.
- Cors. Els lugres corsaris foren nombrosos.
- Comerç i cabotatge. Documentats des de finals del segle xviii els lugres de càrrega tenien més mànega i major capacitat de transport. Els seus bucs estaven reforçats, permetent una posada en terra per a desembarcar o en marea baixa. Els lugres de Quimper eren famosos. Eren anomenats « les trois mâts fou » per les navegacions agosarades dels seus tripulants (tres o quatre)
  - Les mercaderies habituals eren carbó, peus drets i bigues de fusta per a les mines de Gal·les, vins de Bordeus.

## Variants locals
- Coble, de les costes angleses des de Yorkshire fins a Northumberland.[7]
- Cornish lugger.[8]
- Fifie, costa oriental d'Escòcia.[9][10]
- Scaffie.[11]
- Hastings lugger.[12]
- Manx nickey.[13]
- Manx nobby
- Sgoth Niseach.[14]
- Barca-longa.[15][16]
- Chasse-marée de Bretanya.[17][18][19]
- Lugre francès de Normandia.[20]
- Bisquine.[21]

## Literatura
Un lugre de tres pals és el protagonista de la novel·la The Wing-and-Wing de James Fenimore Cooper. L'obra també és coneguda per altres títols: Le Feu follet, The Jack O'Lantern, The Privateer.